# Serie A 1969-1970 (pallavolo femminile)
La Serie A femminile FIPAV 1969-70 fu la 25ª edizione del principale torneo pallavolistico italiano femminile organizzato dalla FIPAV.
Il titolo fu conquistato dalla Fini Modena.

## Classifica
| Pos. | Squadra               | Pt | G  | V  | P  | SV | SP |
| ---- | --------------------- | -- | -- | -- | -- | -- | -- |
| 1.   | Fini Modena           | 34 | 18 | 17 | 1  | 53 | 7  |
| 2.   | CUS Parma             | 28 | 18 | 14 | 4  | 46 | 20 |
| 3.   | Cimurri Reggio Emilia | 28 | 18 | 14 | 4  | 48 | 29 |
| 4.   | CCS Cogne             | 26 | 18 | 13 | 5  | 40 | 19 |
| 5.   | Confit Reggio Emilia  | 14 | 18 | 7  | 11 | 28 | 39 |
| 6.   | Presolana Bergamo     | 12 | 18 | 6  | 12 | 25 | 42 |
| 7.   | Fari Palermo          | 10 | 18 | 5  | 13 | 26 | 42 |
| 8.   | Mediterraneo Catania  | 10 | 18 | 5  | 13 | 24 | 43 |
| 9.   | CUS Milano            | 10 | 18 | 5  | 13 | 23 | 46 |
| 10.  | Coma Modena           | 8  | 18 | 4  | 14 | 21 | 47 |

| Campione d'Italia | Retrocesse in Serie B |

## Risultati

### Tabellone
|                        | Bergamo | Catania | Cogne | Milano | Modena Coma | Modena Fini | Palermo | Parma | Reggio Emilia Arbor | Reggio Emilia La Torre |
| ---------------------- | ------- | ------- | ----- | ------ | ----------- | ----------- | ------- | ----- | ------------------- | ---------------------- |
| Bergamo                | XXX     | 3-1     | 1-3   | 3-1    | 3-1         | 0-3         | 3-0     | 0-3   | 2-3                 | 2-3                    |
| Catania                | 1-3     | XXX     | 0-3   | 3-1    | 2-3         | 0-3         | 3-1     | 0-3   | 3-0                 | 2-3                    |
| Cogne                  | 3-1     | 3-0     | XXX   | 3-0    | 3-0         | 0-3         | 3-1     | 3-1   | 3-0                 | 0-3                    |
| Milano                 | 2-3     | 2-3     | 0-3   | XXX    | 3-2         | 1-3         | 1-3     | 0-3   | 3-1                 | 3-2                    |
| Modena Coma            | 3-0     | 0-3     | 0-3   | 2-3    | XXX         | 0-3         | 3-1     | 0-3   | 3-2                 | 2-3                    |
| Modena Fini            | 3-0     | 3-0     | 3-0   | 3-0    | 3-0         | XXX         | 3-0     | 3-1   | 3-0                 | 3-1                    |
| Palermo                | 3-0     | 3-1     | 0-3   | 3-0    | 3-1         | 1-3         | XXX     | 2-3   | 3-1                 | 2-3                    |
| Parma                  | 3-1     | 3-0     | 3-0   | 3-0    | 3-0         | 0-3         | 3-2     | XXX   | 3-0                 | 3-2                    |
| Reggio Emilia Arbor    | 3-0     | 3-1     | 0-3   | 3-1    | 3-1         | 0-3         | 3-0     | 1-3   | XXX                 | 3-1                    |
| Reggio Emilia La Torre | 3-0     | 3-1     | 3-1   | 3-0    | 3-0         | 3-2         | 3-1     | 3-2   | 3-2                 | XXX                    |

## Fonti
- Filippo Grassia e Claudio Palmigiano (a cura di). Almanacco illustrato del volley 1987. Modena, Panini, 1986.
- LegaVolley.it.